# DJ Magazine
DJ Magazine, o simplemente DJ Mag, es una revista británica, especializada en la música electrónica y sus DJ. Está dirigida a productores, aspirantes a DJ, promotores y amantes del EDM, en general, siendo sin duda una de las publicaciones que más fomenta el conocimiento de la escena de este género musical en el mundo.
Da a conocer entrevistas, evaluaciones de nuevo material, tecnología para DJ y temas sobre el dance en general. Es conocida por la votación de los 100 DJ más populares de música dance de cada año (Top 100 DJ Poll) que se realiza desde 1997 a través de una encuesta en línea. Además publica una encuesta similar sobre los clubs más populares a nivel mundial de cada año. El actual ganador del 'Top 100 DJs' es el dj y productor francés David Guetta, y del 'Top 100 Clubs' es Green Valley por dos años consecutivos.

Además, esta revista ofrece conciertos y actuaciones de DJs de gran nivel en directo a menudo, retransmitiéndolos en su página web djmag.com, o subiéndolos posteriormente a YouTube u otras redes.
Los resultados de las encuestas se dan en el Ámsterdam Music Festival, por celebrarse a mediados de octubre en el Ámsterdam Arena.

## Top 100 DJs
La revista es mundialmente conocida por lanzar su ranking anual "Top 100 djs", este ranking esta hecho con base a las votaciones del público en su página web.

### 2024
Los resultados de la votación del año 2024 se revelaron el sábado 19 de octubre de 2024 durante el Amsterdam Music Festival (AMF) en el Johan Cruyff Arena de Ámsterdam

| n.º | TOP 100 DJs               | Nacionalidad                          |
| --- | ------------------------- | ------------------------------------- |
| 1   | Martin Garrix             | Bandera de los Países Bajos           |
| 2   | David Guetta              | Bandera de Francia                    |
| 3   | Dimitri Vegas & Like Mike | Bandera de Bélgica                    |
| 4   | Alok                      | Bandera de Brasil                     |
| 5   | Timmy Trumpet             | Bandera de Australia                  |
| 6   | Armin van Buuren          | Bandera de los Países Bajos           |
| 7   | Afrojack                  | Bandera de los Países Bajos           |
| 8   | FISHER                    | Bandera de Australia                  |
| 9   | Vintage Culture           | /                                     |
| 10  | Peggy Gou                 | Bandera de Corea                      |
| 11  | Hardwell                  | Bandera de los Países Bajos           |
| 12  | Steve Aoki                | Bandera de Estados Unidos             |
| 13  | Alan Walker               | Bandera de Noruega                    |
| 14  | KSHMR                     | Bandera de la India                   |
| 15  | Don Diablo                | Bandera de los Países Bajos           |
| 16  | Charlotte de Witte        | Bandera de Bélgica                    |
| 17  | Anyma                     | Bandera de Italia                     |
| 18  | R3HAB                     | Bandera de los Países Bajos           |
| 19  | Skrillex                  | Bandera de Estados Unidos             |
| 20  | Lost Frequencies          | Bandera de Bélgica                    |
| 21  | W&W                       | Bandera de los Países Bajos           |
| 22  | Calvin Harris             | Bandera de Escocia                    |
| 23  | Tiësto                    | Bandera de los Países Bajos           |
| 24  | Black Coffee              | Bandera de Sudáfrica                  |
| 25  | Nicky Romero              | Bandera de los Países Bajos           |
| 26  | Reinier Zonneveld         | Bandera de los Países Bajos           |
| 27  | Vini Vici                 | Bandera de Israel                     |
| 28  | Fred Again                | Bandera del Reino Unido               |
| 29  | Oliver Heldens            | Bandera de los Países Bajos           |
| 30  | Jamie Jones               | Bandera del Reino Unido               |
| 31  | Carl Cox                  | /                                     |
| 32  | Claptone                  | Bandera de Alemania                   |
| 33  | DJ Snake                  | Bandera de Francia                    |
| 34  | Marshmello                | Bandera de Estados Unidos             |
| 35  | Keinemusik                | Bandera de Alemania                   |
| 36  | Joel Corry                | Bandera del Reino Unido               |
| 37  | Paul van Dyk              | Bandera de Alemania                   |
| 38  | Quintino                  | Bandera de los Países Bajos           |
| 39  | Swedish House Mafia       | Bandera de Suecia                     |
| 40  | Fedde Le Grand            | Bandera de los Países Bajos           |
| 41  | Amelie Lens               | Bandera de Bélgica                    |
| 42  | The Chainsmokers          | Bandera de Estados Unidos             |
| 43  | Alesso                    | Bandera de Suecia                     |
| 44  | Bassjackers               | Bandera de los Países Bajos           |
| 45  | GORDO                     | /                                     |
| 46  | Eric Prydz                | Bandera de Suecia                     |
| 47  | ATB                       | Bandera de Alemania                   |
| 48  | KAAZE                     | Bandera de Suecia                     |
| 49  | Indira Paganotto          | /                                     |
| 50  | NERVO                     | Bandera de Australia                  |
| 51  | Mariana BO                | Bandera de México                     |
| 52  | VINAI                     | Bandera de Italia                     |
| 53  | Above & Beyond            | Bandera del Reino Unido               |
| 54  | Zedd                      | /                                     |
| 55  | Boris Brejcha             | Bandera de Alemania                   |
| 56  | KURA                      | Bandera de Portugal                   |
| 57  | James Hype                | Bandera del Reino Unido               |
| 58  | Deborah De Luca           | Bandera de Italia                     |
| 59  | Tujamo                    | Bandera de Alemania                   |
| 60  | KOROLOVA                  | Bandera de Ucrania                    |
| 61  | Mochakk                   | Bandera de Brasil                     |
| 62  | Dubdogz                   | Bandera de Brasil                     |
| 63  | Julian Jordan             | Bandera de los Países Bajos           |
| 64  | Burak Yeter               | Bandera de Turquía                    |
| 65  | Nora En Pure              | Bandera de Suiza                      |
| 66  | Dom Dolla                 | Bandera de Australia                  |
| 67  | deadmau5                  | Bandera de Canadá                     |
| 68  | The Martinez Brothers     | Bandera de Estados Unidos             |
| 69  | Maddix                    | Bandera de los Países Bajos           |
| 70  | John Summit               | Bandera de Estados Unidos             |
| 71  | Lucas & Steve             | Bandera de los Países Bajos           |
| 72  | Danny Ávila               | Bandera de España                     |
| 73  | Mike Williams             | Bandera de los Países Bajos           |
| 74  | 22Bullets                 | Bandera de Tailandia                  |
| 75  | Sara Landry               | Bandera de Estados Unidos             |
| 76  | DubVision                 | Bandera de los Países Bajos           |
| 77  | Cat Dealers               | Bandera de Brasil                     |
| 78  | Kölsch                    | Bandera de Dinamarca                  |
| 79  | Liu                       | Bandera de Brasil                     |
| 80  | Ferry Corsten             | Bandera de los Países Bajos           |
| 81  | Plastik Funk              | Bandera de Alemania                   |
| 82  | Jax Jones                 | Bandera del Reino Unido               |
| 83  | Le Twins                  | Bandera de México                     |
| 84  | Martin Tungevaag          | Bandera de Noruega                    |
| 85  | Aryue                     | Bandera de la República Popular China |
| 86  | Rezz                      | Bandera de Canadá                     |
| 87  | WUKONG                    | Bandera de la República Popular China |
| 88  | Solomun                   | /                                     |
| 89  | Cuebrick                  | Bandera de Alemania                   |
| 90  | Marnik                    | Bandera de Italia                     |
| 91  | Mau P                     | Bandera de los Países Bajos           |
| 92  | KAKA                      | Bandera de la República Popular China |
| 93  | Pink Panda                | Bandera del Reino Unido               |
| 94  | B Jones                   | Bandera de España                     |
| 95  | Naeleck                   | Bandera de Francia                    |
| 96  | Rave Republic             | Bandera de Singapur                   |
| 97  | Topic                     | Bandera de Alemania                   |
| 98  | Giuseppe Ottaviani        | Bandera de Italia                     |
| 99  | Faustix                   | Bandera de Dinamarca                  |
| 100 | Meduza                    | Bandera de Italia                     |

### 1991 - Act.
| Año  | 1.º                       | 2.º                       | 3.º                       |
| ---- | ------------------------- | ------------------------- | ------------------------- |
| 1991 | Danny Rampling            | Graeme Park               | Mike Pickering            |
| 1992 | Smokin Jo                 | Bandera de ?              | Bandera de ?              |
| 1993 | Aba Shanti-I              | Alfredo Fiorito           | Stu Allan                 |
| 1995 | Judge Jules               | Bandera de ?              | Bandera de ?              |
| 1996 | Carl Cox                  | Bandera de ?              | Bandera de ?              |
| 1997 | Carl Cox                  | Paul Oakenfold            | Sasha                     |
| 1998 | Paul Oakenfold            | Carl Cox                  | Judge Jules               |
| 1999 | Paul Oakenfold            | Carl Cox                  | Sasha                     |
| 2000 | Sasha                     | Paul Oakenfold            | John Digweed              |
| 2001 | John Digweed              | Sasha                     | Danny Tenaglia            |
| 2002 | Tiësto                    | Sasha                     | John Digweed              |
| 2003 | Tiësto                    | Paul van Dyk              | Armin van Buuren          |
| 2004 | Tiësto                    | Paul van Dyk              | Armin van Buuren          |
| 2005 | Paul van Dyk              | Tiësto                    | Armin van Buuren          |
| 2006 | Paul van Dyk              | Armin van Buuren          | Tiësto                    |
| 2007 | Armin van Buuren          | Tiësto                    | John Digweed              |
| 2008 | Armin van Buuren          | Tiësto                    | Paul van Dyk              |
| 2009 | Armin van Buuren          | Tiësto                    | David Guetta              |
| 2010 | Armin van Buuren          | David Guetta              | Tiësto                    |
| 2011 | David Guetta              | Armin van Buuren          | Tiësto                    |
| 2012 | Armin van Buuren          | Tiësto                    | Avicii                    |
| 2013 | Hardwell                  | Armin van Buuren          | Avicii                    |
| 2014 | Hardwell                  | Dimitri Vegas & Like Mike | Armin van Buuren          |
| 2015 | Dimitri Vegas & Like Mike | Hardwell                  | Martin Garrix             |
| 2016 | Martin Garrix             | Dimitri Vegas & Like Mike | Hardwell                  |
| 2017 | Martin Garrix             | Dimitri Vegas & Like Mike | Armin van Buuren          |
| 2018 | Martin Garrix             | Dimitri Vegas & Like Mike | Hardwell                  |
| 2019 | Dimitri Vegas & Like Mike | Martin Garrix             | David Guetta              |
| 2020 | David Guetta              | Dimitri Vegas & Like Mike | Martin Garrix             |
| 2021 | David Guetta              | Martin Garrix             | Armin van Buuren          |
| 2022 | Martin Garrix             | David Guetta              | Dimitri Vegas & Like Mike |
| 2023 | David Guetta              | Dimitri Vegas & Like Mike | Martin Garrix             |
| 2024 | Martin Garrix             | David Guetta              | Dimitri Vegas & Like Mike |

## Top 100 Clubs
| Año  | 1.º          | 2.º          | 3.º           |
| ---- | ------------ | ------------ | ------------- |
| 2006 | Fabric       | The End      | Turnmills     |
| 2007 | Space Ibiza  | Fabric       | Pachá Ibiza   |
| 2008 | Fabric       | Space Ibiza  | Amnesia Ibiza |
| 2009 | Berghain     | Fabric       | Space Ibiza   |
| 2010 | Sankeys      | Fabric       | Amnesia Ibiza |
| 2011 | Space Ibiza  | Fabrik       | Green Valley  |
| 2012 | Space Ibiza  | Green Valley | Pachá Ibiza   |
| 2013 | Green Valley | Space Ibiza  | Pachá Ibiza   |
| 2014 | Space Ibiza  | Green Valley | Pachá Ibiza   |
| 2015 | Green Valley | Space Ibiza  | Hakkasan      |
| 2016 | Space Ibiza  | Green Valley | Amnesia Ibiza |
| 2017 | Space Ibiza  | Fabric       | Green Valley  |
| 2018 | Green Valley | Ushuaïa      | Zouk          |
| 2019 | Green Valley | Echostage    | Ushuaïa       |
| 2020 | Green Valley | Hï Ibiza     | Echostage     |
| 2021 | Echostage    | Green Valley | Hï Ibiza      |
| 2022 | Hï Ibiza     | Echostage    | Green Valley  |

## Top 100 Festivals

### 2015 - 2017
| Año  | 1.º                  |
| ---- | -------------------- |
| 2015 | Tomorrowland         |
| 2016 | Ultra Music Festival |
| 2017 | Ultra Music Festival |

### 2019 - Act.
| Año  | 1.º          | 2.º                  | 3.º                  |
| ---- | ------------ | -------------------- | -------------------- |
| 2019 | Tomorrowland | Glastonbury          | Ultra Music Festival |
| 2022 | Tomorrowland | Ultra Music Festival | EDC Las Vegas        |